# Toxostoma
Toxostoma är ett fågelsläkte i familjen härmtrastar inom ordningen tättingar med tio arter som förekommer från södra Kanada till centrala Mexiko:
- Bågnäbbad härmtrast (T. curvirostre)
- Fläckig härmtrast (T. ocellatum)
- Rödbrun härmtrast (T. rufum)
- Långnäbbad härmtrast (T. longirostre)
- Cozumelhärmtrast (T. guttatum)
- Arizonahärmtrast (T. bendirei)
- Grå härmtrast (T. cinereum)
- Kalifornienhärmtrast (T. redivivum)
- Mojavehärmtrast (T. lecontei)
- Brungumpad härmtrast (T. crissale)